# Antykoncepcja
Antykoncepcja, zwana również kontrolą narodzin lub kontrolą płodności – zbiór metod lub środków służących zapobieganiu ciąży. Planowanie, udostępnianie i stosowanie antykoncepcji nazywane jest planowaniem rodziny. Bezpieczny seks, w tym stosowanie męskich lub żeńskich prezerwatyw, może również uchronić przed chorobami przenoszonymi drogą płciową. Antykoncepcja stosowana jest już od czasów starożytnych, jednak skuteczne i bezpieczne metody stały się dostępne dopiero w XX wieku. W niektórych kulturach dostęp do antykoncepcji jest celowo ograniczany, ponieważ uznawana jest ona za moralnie lub politycznie niepożądaną.
Do najskuteczniejszych metod antykoncepcji należą sterylizacja polegająca na wazektomii u mężczyzn i podwiązaniu jajowodów u kobiet, a także wkładki domaciczne i implanty antykoncepcyjne. W dalszej kolejności wymienić można hormonalne środki antykoncepcyjne, w tym pigułki doustne, plastry, krążki dopochwowe i zastrzyki. Do mniej skutecznych metod należą metody barierowe, takie jak prezerwatywy, diafragma, gąbka antykoncepcyjna i metody objawowo-termiczne. Najmniej skuteczne metody to środki plemnikobójcze i przerwanie stosunku przez mężczyznę przed ejakulacją. Sterylizacja jest metodą wysoce skuteczną, jednak zazwyczaj nieodwracalną; wszystkie pozostałe metody są odwracalne natychmiast po zaprzestaniu ich stosowania. Antykoncepcja postkoitalna umożliwia zapobieganie ciąży w okresie kilku dni po stosunku seksualnym bez zabezpieczenia. Abstynencja seksualna uznawana jest przez niektórych za metodę kontroli narodzin, jednak edukacja seksualna dopuszczająca wyłącznie abstynencję może spowodować wzrost liczby ciąż u nastolatek, jeżeli nie zostanie uzupełniona o edukację w zakresie antykoncepcji.
Ciąża u nastolatek wiąże się większym ryzykiem powikłań. Młodzi ludzie mogą stosować wszystkie formy antykoncepcji, jednak szczególnie pomocne w zmniejszeniu liczby ciąż u nastolatek są długodziałające, odwracalne metody antykoncepcji takie jak implanty, wkładki domaciczne lub krążki dopochwowe. Po porodzie kobiety, które karmią nie tylko piersią, mogą zajść w ciążę już po upływie czterech do sześciu tygodni. Z niektórych metod antykoncepcji można zacząć korzystać zaraz po porodzie, natomiast stosowanie innych jest możliwe po upływie nawet sześciu miesięcy. W wypadku kobiet karmiących piersią preferowane są środki zawierające wyłącznie progestagen, złożone doustne pigułki antykoncepcyjne nie są natomiast zalecane. Kobietom po menopauzie zaleca się stosowanie antykoncepcji przez rok od ostatniej menstruacji.
W krajach rozwijających się ok. 222 milionów kobiet, które nie chcą zajść w ciążę, nie korzysta z nowoczesnych metod antykoncepcji. Kontrola narodzin w krajach rozwijających się pozwoliła zmniejszyć liczbę zgonów okołoporodowych o 40% (około 270 000 zgonów mniej w 2008 r.), a mogłaby zredukować ją nawet o 70%, gdyby w pełni odpowiedziano na zapotrzebowanie na antykoncepcję. Dzięki wydłużeniu odstępów pomiędzy poszczególnymi ciążami kontrola narodzin przyczynia się do zmniejszenia liczby powikłań okołoporodowych u dorosłych kobiet i zwiększenia przeżywalności ich dzieci. W świecie rozwijającym się lepszy dostęp do antykoncepcji wpływa dodatnio na zarobki i majątek kobiet, ich wagę oraz dostęp do edukacji i zdrowie ich dzieci. Antykoncepcja zwiększa wzrost gospodarczy ze względu na mniejszą liczbę dzieci pozostających na utrzymaniu rodzin, większą liczbę kobiet uczestniczących w życiu zawodowym i mniejszą konsumpcję deficytowych zasobów.

## Metody
Do metod antykoncepcji zalicza się metody barierowe, antykoncepcję hormonalną, wkładki domaciczne, sterylizację i metody behawioralne. Stosuje się je przed stosunkiem seksualnym lub w jego trakcie. Natomiast antykoncepcja postkoitalna jest skuteczna do kilku dni po odbyciu stosunku. Skuteczność określana się ogólnie jako procent kobiet, które zachodzą w ciążę w trakcie roku stosowania danej metody, a czasami również jako współczynnik zawodności w całym okresie stosowania, co dotyczy wysoce efektywnych metod, takich jak podwiązanie jajowodów.
Do najskuteczniejszych metod należą te, które działają długo i nie wymagają częstych wizyt u lekarza. W wypadku sterylizacji chirurgicznej, implantów hormonalnych i wkładek domacicznych wskaźnik zawodności w pierwszym roku stosowania jest na poziomie niższym niż 1%. Dla hormonalnych pigułek antykoncepcyjnych, plastrów, krążków lub laktacyjnego braku miesiączki wskaźnik zawodności w pierwszym roku (lub w pierwszym półroczu w wypadku laktacyjnego braku miesiączki) również może pozostawać w granicach 1%, pod warunkiem stosowania tych metod ściśle według zaleceń. Przy typowym stosowaniu wskaźniki zawodności w pierwszym roku są jednak stosunkowo wysokie i mieszczą się w przedziale 3–9%, co jest spowodowane nieprawidłowym korzystaniem z metod. W wypadku innych rozwiązań, takich jak metody objawowo-termiczne, prezerwatywy, diafragmy czy środki plemnikobójcze, wskaźnik zawodności w pierwszym roku osiąga znacznie wyższy poziom nawet przy stosowaniu idealnym.
Wszystkie metody antykoncepcji mogą mieć pewne skutki uboczne, ryzyko ich wystąpienia jest jednak mniejsze niż szansa na zajście w ciążę. W wypadku wielu metod, takich jak doustne pigułki antykoncepcyjne, wkładki domaciczne, implanty i zastrzyki, liczba ciąż w roku po zaprzestaniu ich stosowania jest taka sama, jak u kobiet, które nie stosowały żadnej antykoncepcji.
U kobiet cierpiących na określone problemy zdrowotne pewne formy antykoncepcji mogą wymagać bardziej szczegółowych badań. Zdrowe kobiety natomiast mogą rozpocząć stosowanie wielu metod (w tym pigułek antykoncepcyjnych, zastrzyków, implantów i prezerwatyw) bez konieczności poddania się badaniu fizykalnemu. Nie wydaje się, by badanie narządów miednicy, badanie piersi lub badania krwi przed rozpoczęciem stosowania pigułki antykoncepcyjnej mogły wpłynąć na wynik korzystania z tej metody, w związku z czym nie są one wymagane. Światowa Organizacja Zdrowia opublikowała w 2009 roku szczegółową listę kryteriów natury medycznej umożliwiających wybór poszczególnych typów metod antykoncepcji.

### Skuteczność
Dane dotyczą odsetku ciąż (rozumianej jako zaczynającą się po zagnieżdżeniu się zarodka) po 1 roku stosowania danej metody:
| Metoda antykoncepcyjna                                        | Skuteczność przy pełnym stosowaniu wszystkich zaleceń (w %) | Skuteczność przy typowym użyciu (w %) |
| ------------------------------------------------------------- | ----------------------------------------------------------- | ------------------------------------- |
| Histerektomia                                                 | 100                                                         | 100                                   |
| Implanon (hormonalny jednoskładnikowy P)                      | 99,95                                                       | 99,95                                 |
| Wazektomia                                                    | 99,9                                                        | 99,85                                 |
| Wkładka domaciczna Mirena (LNg)                               | 99,8                                                        | 99,8                                  |
| Depo-Provera (hormonalny jednoskładnikowy P)                  | 99,8                                                        | 94                                    |
| Tabletka antykoncepcyjna dwuskładnikowa                       | 99,7                                                        | 91 (wartość zaniżona)                 |
| Evra Patch (hormonalny dwuskładnikowy E+P)                    | 99,7                                                        | 91                                    |
| NuvaRing (hormonalny dwuskładnikowy E+P)                      | 99,7                                                        | 91                                    |
| Metody rozpoznawania płodności – Metoda objawowo-termiczna    | 99,6                                                        | –                                     |
| Metody rozpoznawania płodności – komputer cyklu               | 99,36                                                       | 99,36                                 |
| Sterylizacja kobiety                                          | 99,5                                                        | 99,5                                  |
| Tabletka antykoncepcyjna jednoskładnikowa                     | 99,49                                                       | 91 (wartość zawyżona)                 |
| Wkładka domaciczna ParaGard (copper T)                        | 99,4                                                        | 99,2                                  |
| Prezerwatywy męskie                                           | 98                                                          | 82                                    |
| Metody rozpoznawania płodności – Metoda owulacji (Billingsów) | 97                                                          | –                                     |
| Stosunek przerywany                                           | 96                                                          | 78                                    |
| Metody rozpoznawania płodności                                | –                                                           | 76                                    |
| Prezerwatywy żeńskie                                          | 95                                                          | 79                                    |
| Metody rozpoznawania płodności – Kalendarzyk                  | 95                                                          | –                                     |
| Diafragma                                                     | 94                                                          | 88                                    |
| Gąbka dopochwowa (w przypadku kobiety, która nie rodziła)     | 91                                                          | 88                                    |
| Spermicydy                                                    | 82                                                          | 72                                    |
| Gąbka dopochwowa (w przypadku kobiety, która już rodziła)     | 80                                                          | 76                                    |
| Brak antykoncepcji                                            | 15                                                          | 15                                    |

### Antykoncepcja hormonalna
Hormonalne środki antykoncepcyjne mają na celu powstrzymywanie owulacji i zapłodnienia. Dostępnych jest wiele rodzajów takich środków, w tym tabletki antykoncepcyjne, implanty umieszczane pod skórą, zastrzyki, plastry, wkładki domaciczne i krążki dopochwowe (pierścień antykoncepcyjny, pierścień antykoncepcyjny). Obecnie dostępne są one jedynie dla kobiet. Istnieją dwa rodzaje środków doustnych: złożona doustna pigułka antykoncepcyjna oraz pigułka jednoskładnikowa, tzw. minipigułka, która zawiera wyłącznie progestagen. Druga z nich przyjęta w trakcie ciąży nie zwiększa ryzyka poronienia ani nie powoduje wad wrodzonych. Pigułki, zarówno zawierające wyłącznie progesteron, jak i dwuskładnikowe, działają głównie przez zapobieganie owulacji oraz przez zmiany w śluzie utrudniające ruch plemników. Ponadto teoretycznie progesteron poprzez wywieranie atroficznego wpływu na endometrium może hamować implantację, ale nie ma dowodów naukowych na antyimplantacyjny mechanizm działania doustnej antykoncepcji. Część autorów sugeruje, że skuteczność doustnej antykoncepcji w pewnym stopniu zależy od drugorzędnych efektów mających miejsce po zapłodnieniu. W wypadku pigułek dwuskładnikowych pojawienie się ciąż (przy czym współczesne definicje ciąży określają często moment implantacji zarodka, nie moment zapłodnienia jako początek ciąży), kiedy dwa pierwsze mechanizmy zawodzą, także sugeruje, że efekt antyimplantacyjny nie jest istotny. Farmakolodzy wymieniają zapobieganie implantacji jako jeden z mechanizmów działania antykoncepcji hormonalnej.
Złożone hormonalne środki antykoncepcyjne wiążą się z nieznacznym wzrostem ryzyka wystąpienia zakrzepicy żylnej i tętniczej; ryzyko ich wystąpienia jest jednak wciąż mniejsze niż szansa na zajście w ciążę. Ze względu na te zagrożenia nie zaleca się stosowania ich u kobiet palących powyżej 35. roku życia. Wpływ tych środków na popęd płciowy może być różny: niektóre powodują spadek popędu, inne jego wzrost, większość natomiast nie ma na to żadnego wpływu. Złożone środki antykoncepcyjne zmniejszają ryzyko raka jajnika i raka trzonu macicy, nie mają natomiast wpływu na ryzyko zachorowania na raka piersi. Często zmniejszają też krwawienie menstruacyjne i ból podczas miesiączkowania. Niższe dawki estrogenu stosowane w krążku dopochwowym mogą zmniejszać ryzyko wrażliwości piersi, nudności i bólu głowy związanego z dużymi ilościami pochodnych estrogenowych.
Minipigułki zawierające tylko progestagen, zastrzyki i wkładki domaciczne nie wiążą się ze zwiększonym ryzykiem wystąpienia zakrzepicy i mogą być stosowane przez kobiety, u których wcześniej dochodziło do występowania zakrzepicy żylnej. Kobiety, u których w przeszłości występowała zakrzepica tętnicza, powinny stosować niehormonalne metody antykoncepcji lub środki oparte wyłącznie na progestagenie. Minipigułki zawierające tylko progestagen mogą łagodzić objawy menstruacji, ponadto mogą być stosowane przez kobiety karmiące piersią, ponieważ nie wpływają na produkcję mleka. Środki zawierające wyłącznie progestagen mogą powodować nieregularne krwawienia, a niektóre stosujące je kobiety zgłaszały brak miesiączki. Progestageny o działaniu antyandrogennym, drospirenon i dezogestrel, zwiększają ryzyko pojawienia się zakrzepicy, nie są więc środkami pierwszego rzutu. Opinie na temat typowego wskaźnika zawodności w pierwszym roku stosowania podawanego w zastrzykach progestagenu w preparacie Depo-Provera są podzielone; wartość wskaźnika waha się od 1% do 6%.

### Metody barierowe

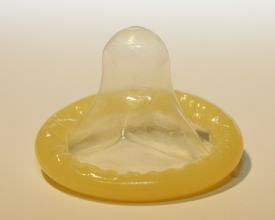
Zwinięta męska prezerwatywa

Barierowe środki antykoncepcyjne służą zapobieganiu ciąży poprzez fizyczne blokowanie dostępu spermy do macicy. Należą do nich prezerwatywy męskie i kobiece, kapturek naszyjkowy, diafragma i gąbka dopochwowa ze środkiem plemnikobójczym.
W skali ogólnoświatowej najpowszechniejszą metodą antykoncepcji są prezerwatywy. Prezerwatywy zakładane są na prącie w stanie erekcji i podczas ejakulacji fizycznie blokują spermę, uniemożliwiając jej przedostanie się do ciała partnerki seksualnej. Współczesne prezerwatywy najczęściej wykonane są z lateksu. Można jednak spotkać prezerwatywy wykonane również z innych materiałów, takich jak poliuretan czy nawet z jelit owczych. Dostępne są również prezerwatywy kobiece, najczęściej wykonane z kauczuku, lateksu lub poliuretanu. Prezerwatywy dla mężczyzn mają jednak tę zaletę, że są niedrogie, łatwe w użyciu i powodują bardzo niewiele skutków ubocznych. W Japonii ok. 80% par stosujących antykoncepcję używa prezerwatyw, podczas gdy w Niemczech liczba ta wynosi około 25%, a w Stanach Zjednoczonych 18%.
Prezerwatywy dla mężczyzn i diafragma ze środkiem plemnikobójczym mają podobne wskaźniki zawodności w pierwszym roku dla typowego stosowania, które wynoszą odpowiednio 15% i 16%. W wypadku stosowania idealnego prezerwatywy są skuteczniejsze, osiągając wskaźnik zawodności w pierwszym roku stosowania na poziomie 2%. Wskaźnik ten dla stosowania idealnego diafragmy wynosi natomiast 6%. Dodatkową zaletą prezerwatyw jest to, że pomagają w ograniczaniu szerzenia się pewnych chorób przenoszonych drogą płciową, takich jak zakażenie HIV/AIDS.
Gąbki dopochwowe łączą działanie barierowe ze środkiem plemnikobójczym. Podobnie jak diafragmy umieszczane są w pochwie przed stosunkiem seksualnym. Aby były skuteczne, muszą pokrywać wejście do kanału szyjki macicy. Typowy wskaźnik zawodności w pierwszym roku stosowania zależy od tego, czy kobieta wcześniej rodziła – u kobiet, które rodziły, wskaźnik wynosi 24%, u nieródek natomiast 12%. Gąbka może zostać założona nawet na 24 godziny przed stosunkiem i należy pozostawić ją w pochwie przez co najmniej sześć godzin po stosunku. W wypadku gąbek zgłaszane były reakcje alergiczne oraz cięższe działania niepożądane, takie jak zespół wstrząsu toksycznego.

### Wkładki domaciczne
Dostępne obecnie wkładki domaciczne są niewielkie, zazwyczaj w kształcie litery „T”, zawierają miedź lub lewonorgestrel. Umieszczane są one wewnątrz macicy. Są one formą długodziałającej odwracalnej antykoncepcji. Wskaźnik zawodności w pierwszym roku stosowania dla miedzianych wkładek domacicznych wynosi 0,8%, a dla wkładek uwalniających lewonorgestrel 0,2%. Obok implantów antykoncepcyjnych wkładki domaciczne cieszą się największym zadowoleniem użytkowników.
W przeszłości uważano, że kształtka wewnątrzmaciczna działa przede wszystkim zapobiegając zagnieżdżeniu jaja płodowego. Jak podaje podręcznik pod red. prof. G.H. Bręborowicza, mechanizm jej działania nie do końca jest wyjaśniony: polega on między innymi na wywoływaniu reakcji zapalnej macicy na wkładane doń ciało obce, która może wiązać się z reakcją cytotoksyczną na plemniki, jak i komórkę jajową. Oprócz tego kształtka może uwalniać kationy miedzi, które ujemnie wpływają na ruchliwość plemników, a także blokują receptory progesteronowe i utrudniają przemianę lutealną. Następuje nasilona synteza kurczących mięśnie gładkie prostaglandyn, co prowadzi do szybszego usunięcia komórki jajowej z organizmu. Wkładka może też uwalniać gestagen, czyniący śluz szyjkowy nieprzepuszczalnym dla plemników, a także powodujący zmiany w endometrium, uniemożliwiające zagnieżdżenie. Wkładka wewnątrzmaciczna bywa również stosowana jako antykoncepcja postkoitalna. Działa w takim wypadku głównie poprzez hamowanie owulacji. Może także zakłócać implantację.
Istnieją dowody na skuteczność i bezpieczeństwo stosowania wkładek domacicznych u nastolatek oraz u kobiet, które nie rodziły dzieci. Wkładki domaciczne nie wpływają na karmienie piersią i mogą być zakładane zaraz po porodzie. Mogą być również stosowane zaraz po aborcji. Po usunięciu wkładki, nawet jeżeli była stosowana przez długi czas, płodność natychmiast powraca do normalnego poziomu. Miedziane wkładki domaciczne mogą powodować intensywniejsze krwawienia menstruacyjne i w rezultacie silniejsze bóle menstruacyjne, wkładki hormonalne natomiast mogą zmniejszyć krwawienie lub nawet całkowicie zatrzymać menstruację. Do innych możliwych powikłań należy wydalenie wkładki (2–5%) oraz, rzadko, perforacja macicy (mniej niż w 0,7% przypadków). Na bóle menstruacyjne można przyjmować niesteroidowe leki przeciwzapalne.
Poprzedni model wkładki domacicznej (tarcza Dalkona) wiązał się ze zwiększonym zagrożeniem zapalenia narządów miednicy mniejszej. Stosowanie współczesnych modeli jednak nie zagraża w żaden sposób kobietom, które w czasie założenia wkładki nie chorują na infekcje przenoszone drogą płciową.

### Sterylizacja
Sterylizacja chirurgiczna polega na podwiązaniu jajowodów u kobiet i wazektomii u mężczyzn. Nie powoduje długoterminowych skutków ubocznych, a podwiązanie jajowodów zmniejsza ryzyko wystąpienia raka jajnika. Powikłania krótkoterminowe występują dwadzieścia razy rzadziej przy wazektomii niż przy podwiązaniu jajowodów. Po wazektomii występować może obrzęk i ból w kroczu, który zwykle mija w ciągu tygodnia do dwóch. W przypadku podwiązania jajowodów komplikacje występują w 1 do 2% przypadków, a przyczyną poważnych komplikacji zwykle jest znieczulenie. Żadna z tych metod nie zapewnia ochrony przed chorobami przenoszonymi drogą płciową.
Część kobiet żałuje podjęcia decyzji o sterylizacji: jest to ok. 5% kobiet w wieku powyżej 30 lat i ok. 20% kobiet, które nie ukończyły 30 roku życia. Rzadziej decyzji tej żałują mężczyźni (<5%). Młody wiek, brak dzieci lub dzieci w młodym wieku oraz zła sytuacja w małżeństwie zwiększają ryzyko żałowania decyzji o sterylizacji wśród mężczyzn. W badaniu, w którym uczestniczyły osoby mające dzieci, 9% z nich stwierdziło, że gdyby mogli decydować ponownie, nie mieliby dzieci.
Choć sterylizację uważa się za zabieg nieodwracalny, można spróbować wykonać zabieg przywrócenia drożności jajowodów, polegający na ponownym połączeniu jajowodów, lub przywrócenia drożności nasieniowodów, czyli ponownym połączeniu nasieniowodów. Chęć przywrócenie drożności zwykle powodowana jest u kobiet nowym związkiem. Szansa na zajście w ciążę po tym zabiegu wynosi 31–88%, a do powikłań należy zwiększone ryzyko ciąży ektopowej. Około 2–6% mężczyzn podejmuje próbę przywrócenia drożności nasieniowodów, a od 38% do 84% z nich udaje się zostać ojcem, przy czym szansa na ojcostwo maleje wraz z czasem, który upłynął pomiędzy podwiązaniem nasieniowodów a zabiegiem rewazektomii. Skutecznym rozwiązaniem może być ekstrakcja nasienia, po której następuje zapłodnienie in vitro.

### Metody naturalne
Do metod naturalnych należy regulowanie chwili odbywania stosunku lub taka metoda jego odbywania, w której nasienie nie zostaje wprowadzone do dróg rodnych kobiety – czy to zawsze, czy tylko w dni płodne. Przy prawidłowym stosowaniu tej metody wskaźnik zawodności wynosi w pierwszym roku ok. 3,4%, jednak przy stosowaniu nieprawidłowym zawodność wzrasta w pierwszym roku aż do 85%.

#### Określanie dni płodnych
Metody określania dni płodnych polegają na świadomości, które dni cyklu menstruacyjnego są najbardziej płodne, i unikaniu w tym okresie zbliżeń bez zabezpieczenia. Technikami określania dni płodnych są: monitorowanie podstawowej ciepłoty ciała, śluzu szyjkowego oraz dnia cyklu. Zawodność tych metod w pierwszym roku stosowania wynosi od 12% do 25%. W przypadku biegłego stosowania zawodność w pierwszym roku jest uzależniona od tego, która z metod jest używana, i wynosi zwykle od 1% do 9%. Podstawy do obliczenia tych danych są jednak niepełne, gdyż większość osób poddanych badaniu szybko zaprzestaje stosowania tych metod. Szacuje się, że są one ogólnie stosowane przez ok. 3,6% par.
Metoda objawowo-termiczna stanowi połączenie mierzenia podstawowej ciepłoty ciała oraz obserwowanie innego objawu. W przypadku jej stosowania odsetek nieplanowanych ciąż wynosi waha się od 1% do 20%.
Współczesnym rozwinięciem metody objawowo-termicznej jest komputer cyklu, którego skuteczność 99,36% jest porównywalna do metod hormonalnych.

#### Stosunek przerywany
Stosunek przerywany (łac. coitus interruptus) polega na zakończeniu stosunku (wycofaniu prącia z pochwy) przed wytryskiem. Główne ryzyko w przypadku tej metody polega na tym, że mężczyzna może nie wycofać prącia prawidłowo lub w porę. Przy doskonałym stosowaniu wskaźnik zawodności wynosi w pierwszym roku 4%, przy typowym – do 27%. Wielu lekarzy nie uznaje tego sposobu za metodę antykoncepcji.
Niewiele jest danych na temat zawartości nasienia w płynie ejakulacyjnym. W jednym badaniu próbnym nie znaleziono w nim plemników, podczas gdy w innym stwierdzono ich obecność u 10 z 27 ochotników. Stosunek przerywany jest stosowany jako środek antykoncepcyjny przez ok. 3% par.

#### Abstynencja
Choć pewne grupy nawołują do całkowitej abstynencji seksualnej, rozumiejąc przez to wstrzymywanie się przed wszelkimi kontaktami seksualnymi, w kontekście antykoncepcji abstynencja oznacza zwykle nieodbywanie stosunków waginalnych. Abstynencja w pełni chroni przed ciążą, jednak nie wszyscy planujący ją stosować zaniechują wszelkiej aktywności seksualnej, a w wielu populacjach istnieje znaczne ryzyko ciąży w wyniku seksu wymuszonego.
Edukacja seksualna zalecająca wyłącznie abstynencję nie zmniejsza odsetku przypadków ciąży wśród nieletnich. Ciąże te są częstsze wśród uczniów, których edukacja seksualna polega wyłącznie na namawianiu do abstynencji w porównaniu z uczniami otrzymującymi wszechstronną wiedzę na temat współżycia. Niektóre władze zalecają, by stosujący abstynencję jako formę antykoncepcji mieli też w zapasie inną jej metodę, na przykład prezerwatywy czy antykoncepcję awaryjną. Seks bez penetracji i bez stosunku waginalnego oraz seks oralny bez stosunku waginalnego także uważa się niekiedy za metodę antykoncepcyjną. I chociaż faktycznie nie prowadzą do ciąży, może jednak do niej dojść na skutek stosunku udowego oraz innych form stosunku, w których członek znajduje się blisko pochwy (ocieranie o genitalia czy moment wyprowadzenia członka po stosunku analnym); jeżeli sperma trafi w pobliże wejścia do pochwy, może przedostać się do niej i dzięki nawilżającemu ją śluzowi dostać się wyżej.

#### Laktacja
Metoda laktacyjnego braku miesiączki obejmuje naturalną u kobiet bezpłodność pociążową następującą po porodzie, która może zostać przedłużona na skutek karmienia piersią. Możliwa jest ona w przypadku obecności okresów bez menstruacji, karmienia dziecka wyłącznie piersią oraz wieku dziecka do sześciu miesięcy. Światowa Organizacja Zdrowia uznaje metodę tę za skuteczną w 98% w pierwszych sześciu miesiącach następujących po porodzie, jeśli dziecko jest karmione wyłącznie piersią. Wskaźnik zawodności w próbach wyniósł od 0% do 7,5%. Zwiększa się on do 4–7% po roku stosowania i do 13% po dwóch latach. Czynnikami wpływającymi negatywnie na skuteczność są także: karmienie dziecka produktami komercyjnymi, odciąganie pokarmu zamiast podawania go dziecku z piersi, używanie smoczka, a także karmienie pokarmami o stałej konsystencji. Około 10% kobiet, które karmią wyłącznie piersią, zaczyna miesiączkować przed trzema miesiącami po porodzie, a 20% – przed upływem sześciu miesięcy. Te natomiast, które nie karmią piersią, wracają do płodności nawet cztery tygodnie po porodzie.

### Antykoncepcja awaryjna
Antykoncepcja awaryjna obejmuje przyjmowanie leków (pigułka „po stosunku”) lub stosowanie innych przyrządów już po stosunku w nadziei na uniknięcie ciąży. Działa ona głównie zapobiegając owulacji lub zapłodnieniu, ale może też wywoływać w endometrium zmiany, utrudniające zagnieżdżenie zarodka. Istnieje wiele różnych opcji, takich jak zażycie pigułek antykoncepcyjnych w zwiększonej dawce, lewonorgestrel, mifepriston, uliprystal oraz wkładki domaciczne. Lewonorgestrel zmniejsza prawdopodobieństwo zajścia w ciążę o 70% (odsetek ciąż wynosi 2,2%), jeśli zostaje przyjęty w ciągu 3 dni po stosunku bez zabezpieczeń bądź przy nieskutecznym użyciu prezerwatywy. Uliprystal przyjęty w ciągu 5 dni po stosunku zmniejsza prawdopodobieństwo zajścia w ciążę o ok. 85% (odsetek ciąż wynosi 1,4%) i może być nieco bardziej skuteczny niż lewonorgestrel. Mifepriston także ma większą skuteczność niż lewonorgestrel, natomiast najskuteczniejszą metodą są miedziane wkładki domaciczne. Można je zastosować do 5 dni po stosunku i zapobiegają ok. 99% ciąż (odsetek ciąż wynosi 0,1% do 0,2%). Oznacza to, że są one najskuteczniejszą formą antykoncepcji awaryjnej.
Posiadanie przez kobiety tabletek „po” przed stosunkiem nie wpływa na zmniejszenie odsetka infekcji przenoszonych drogą płciową, użycia prezerwatyw, przypadkowych ciąż ani ryzykownych zachowań seksualnych. Wszystkie metody mają minimalne skutki uboczne.
W Europie w prawie wszystkich krajach antykoncepcja awaryjna dostępna jest bez recepty. W Polsce, Rosji oraz na Węgrzech antykoncepcja awaryjna dostępna jest tylko na receptę.

Dostępność antykoncepcji awaryjnej w Europie

### Podwójne zabezpieczenie
Podwójne zabezpieczenie oznacza wykorzystanie metod chroniących równocześnie przed chorobami przenoszonymi drogą płciową oraz ciążą. Można to osiągnąć poprzez wykorzystanie samych prezerwatyw lub wykorzystanie również innej metody antykoncepcji bądź wstrzymanie się od penetracji seksualnej.
W przypadku obaw związanych z ciążą stosowanie dwóch metod antykoncepcji jest rozsądnym rozwiązaniem. Co więcej, stosowanie dwóch metod antykoncepcji jest zalecane osobom przyjmującym lek przeciwko trądzikowi młodzieńczemu o nazwie izotretynoina w związku z wysokim ryzykiem wystąpienia wad wrodzonych w przypadku stosowania leku w czasie ciąży.

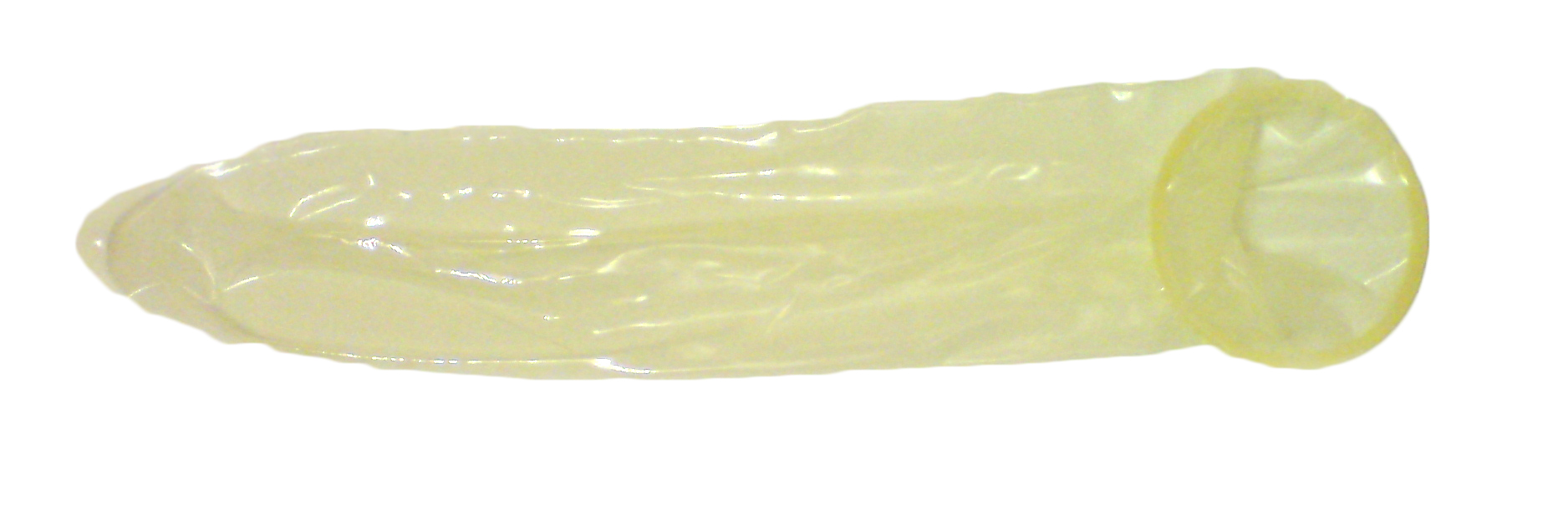
Rozwinięta lateksowa prezerwatywa męska
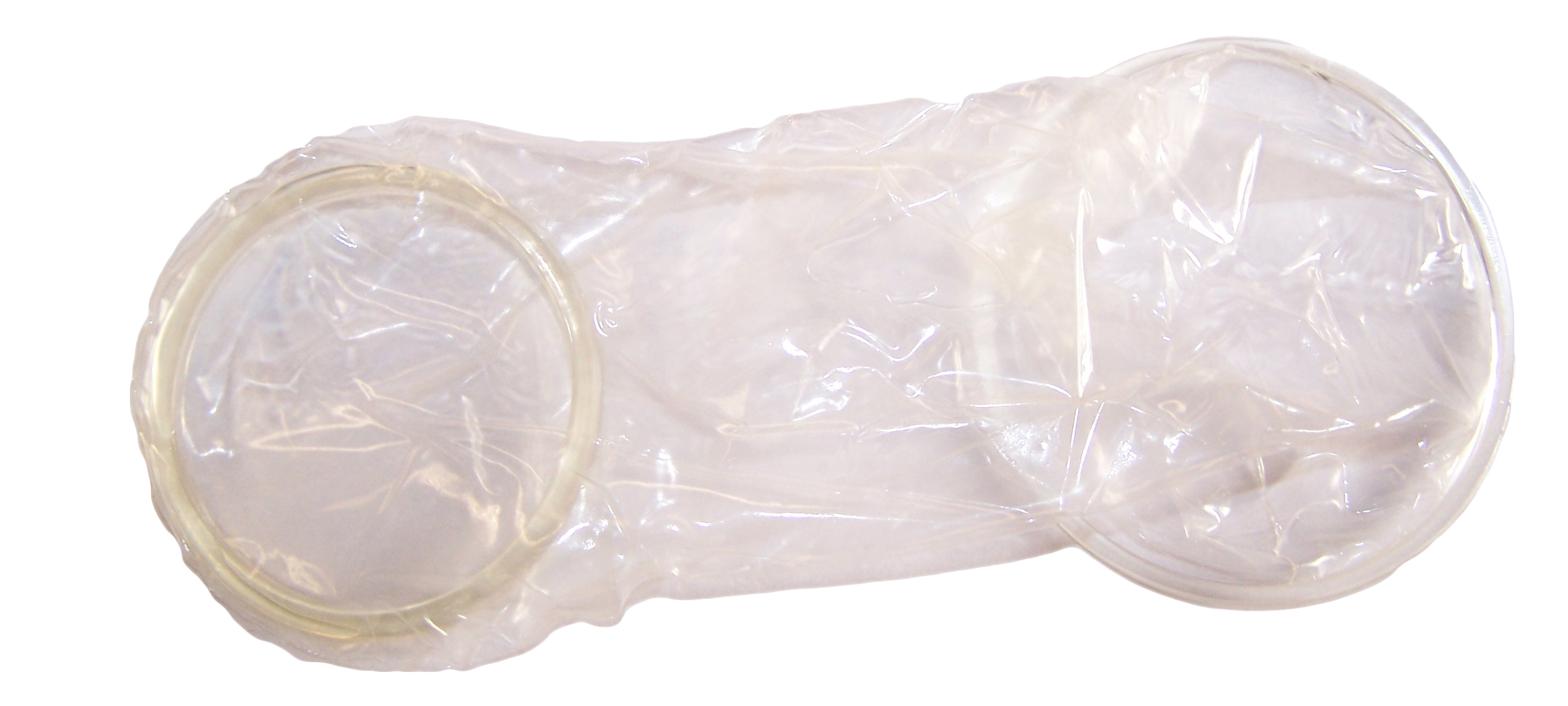
Prezerwatywa żeńska poliuretanowa
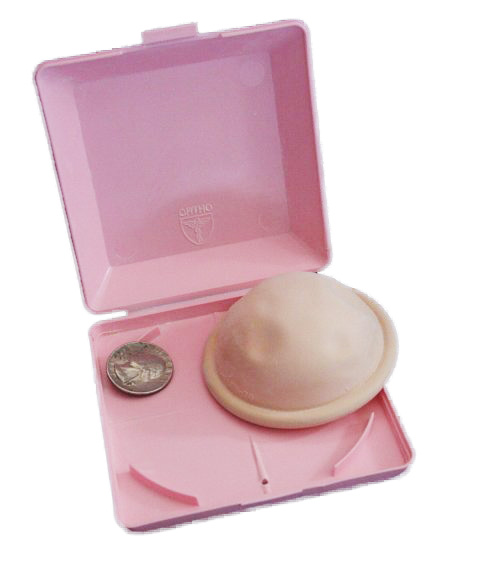
diafragma dopochwowa będąca metodą barierową, tutaj obok monety dwudziestopięciocentowej
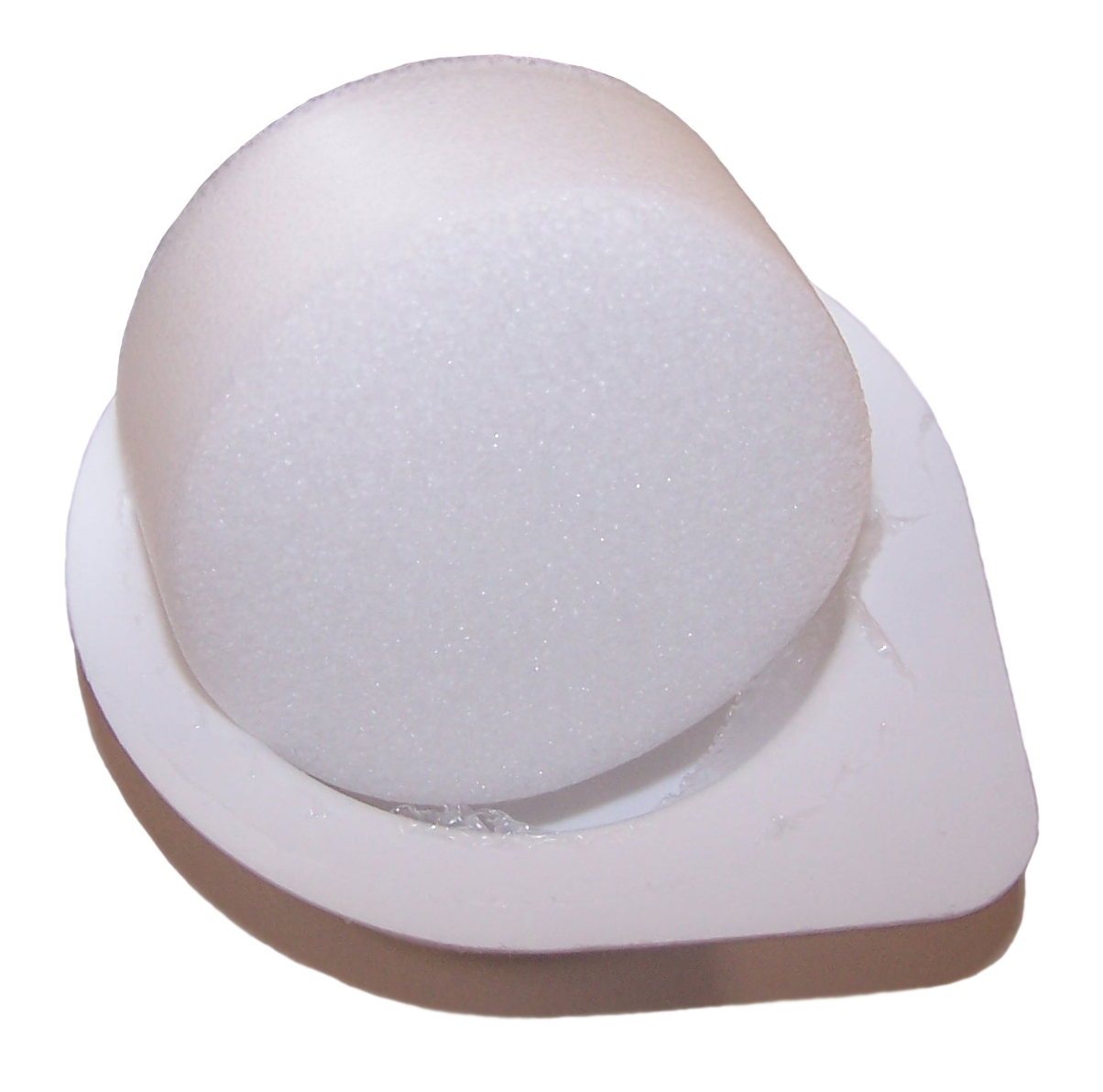
Gąbka dopochwowa wewnątrz otwartego opakowania
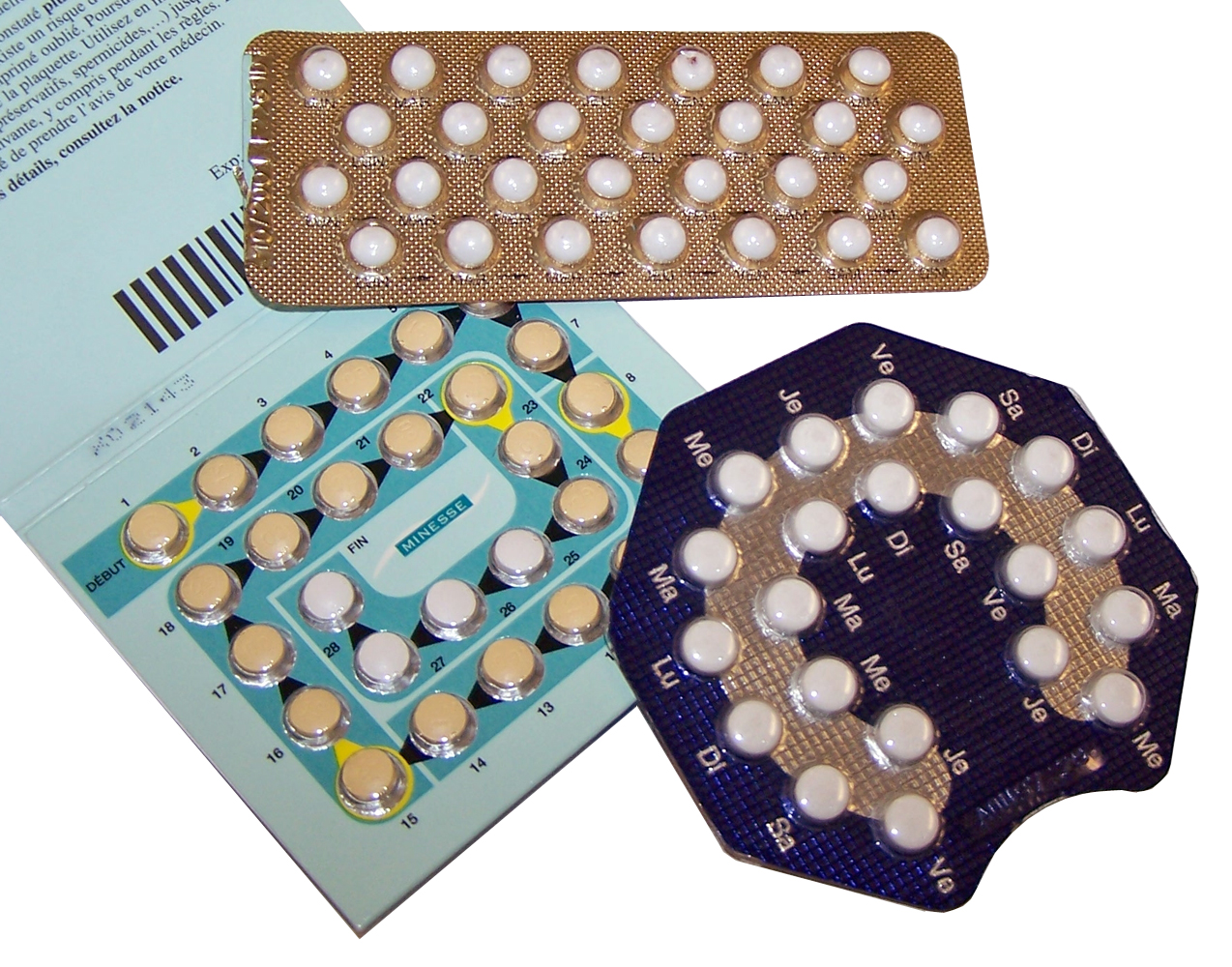
Trzy rodzaje tabletek antykoncepcyjnych w opakowaniu z kalendarzem
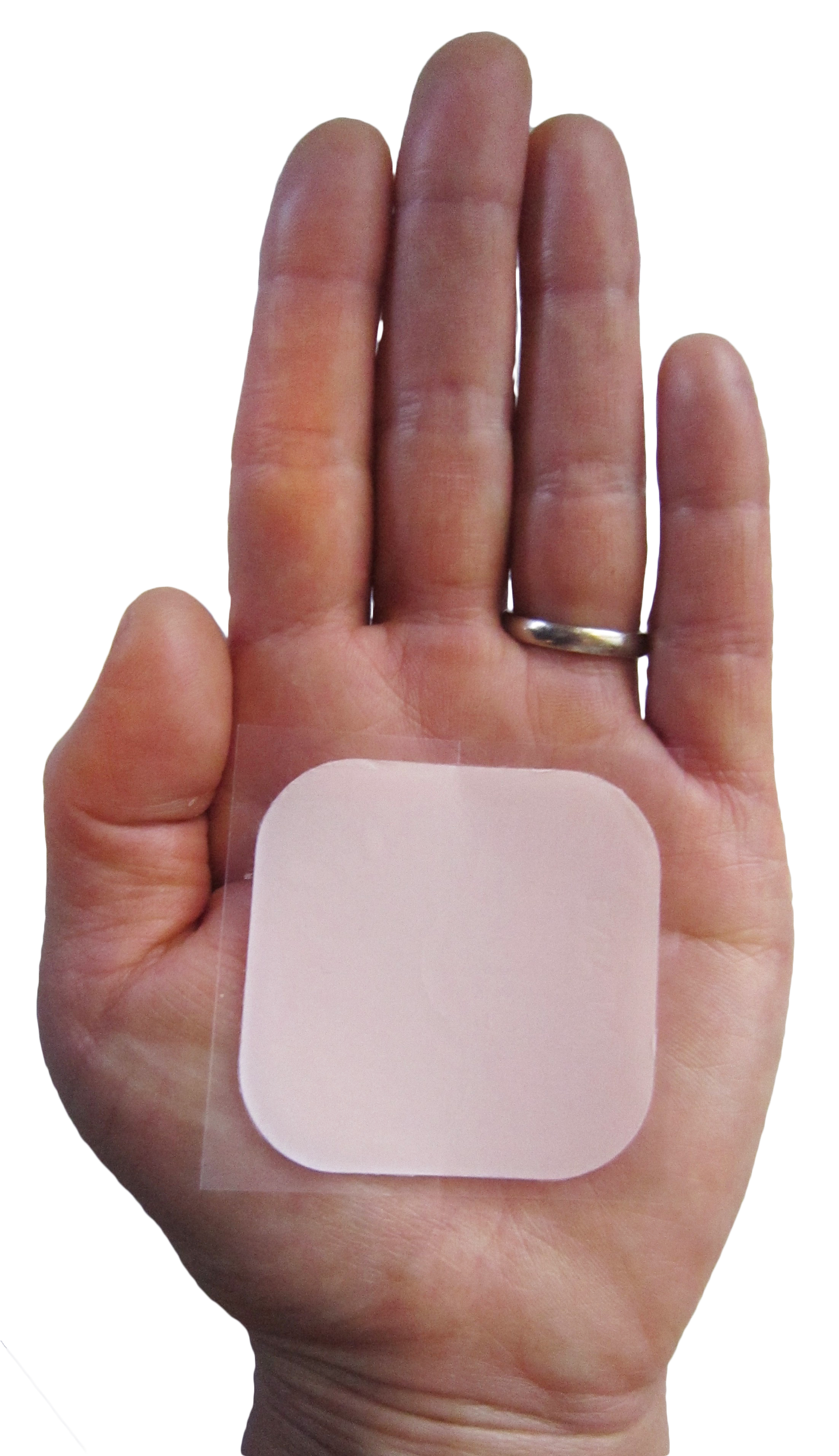
Przyklejany na skórę plaster antykoncepcyjny
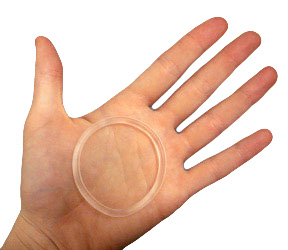
Krążek dopochwowy NuvaRing
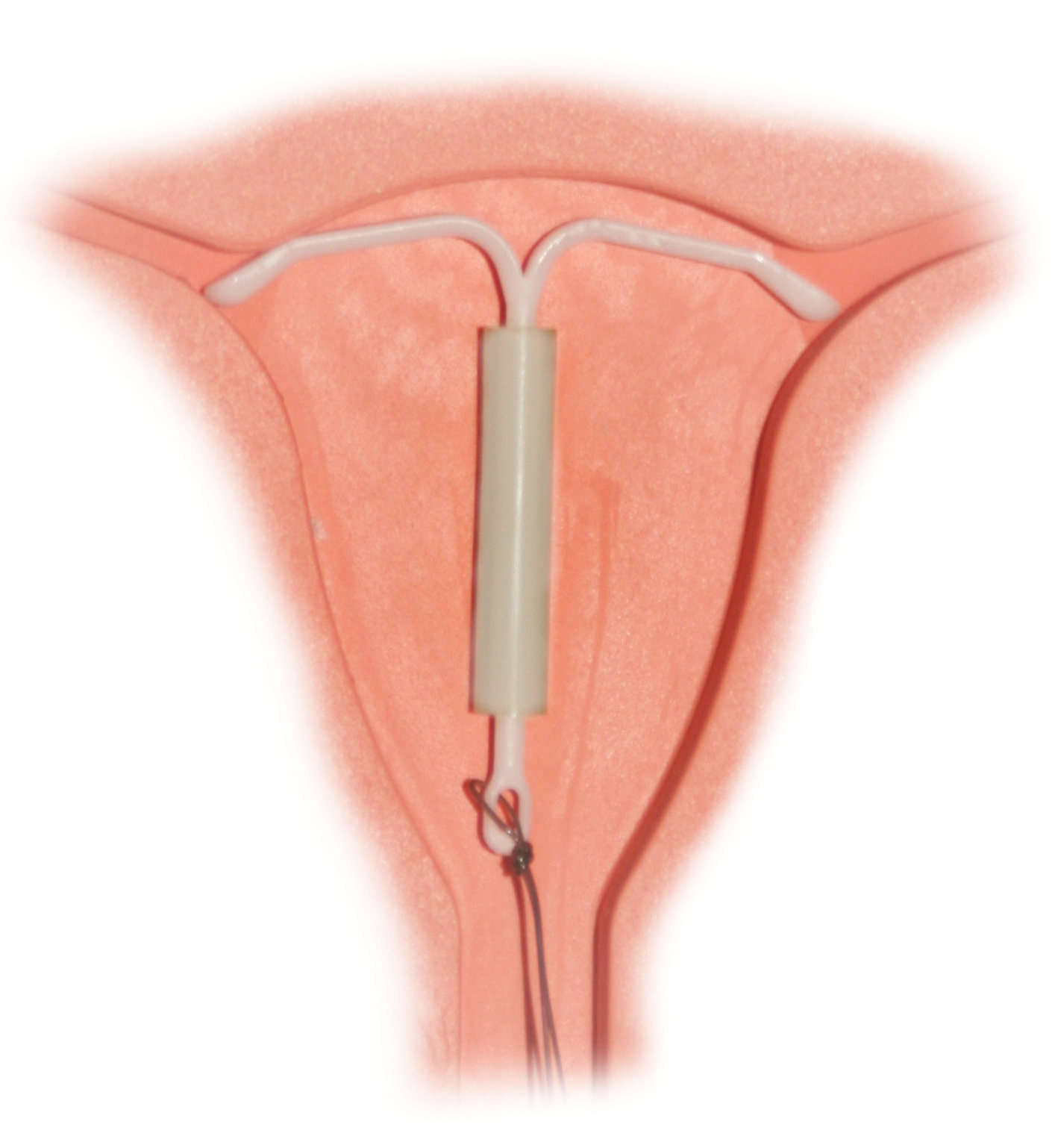
Wkładka domaciczna na tle obrazującym jej położenie w macicy
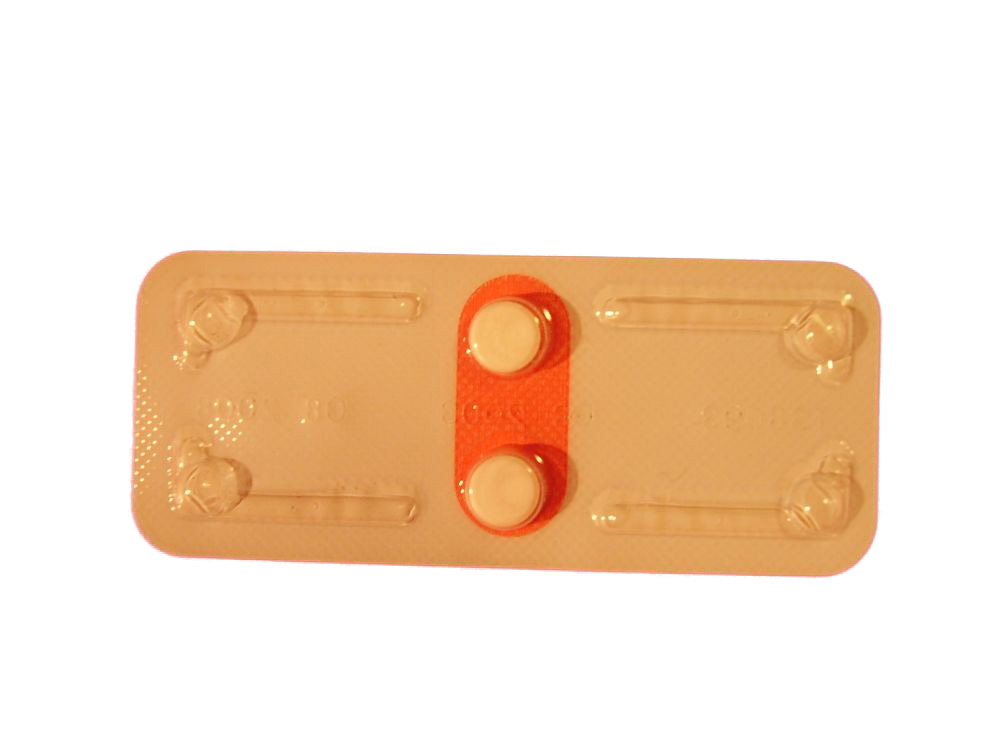
Dwie dawki pigułek będących antykoncepcją awaryjną (w większści przypadków wymagane jest zażycie tylko jednej)
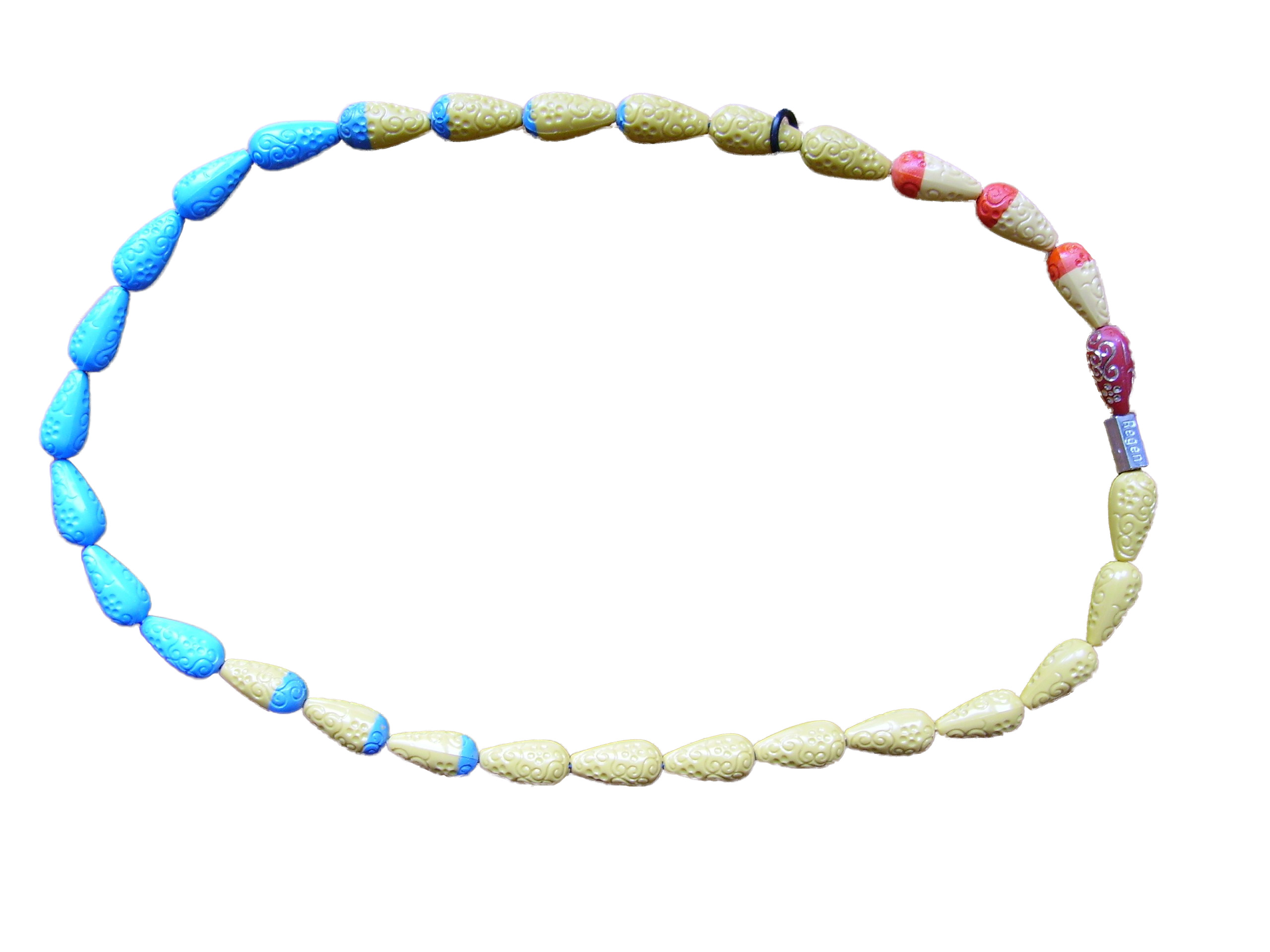
Koraliki CycleBeads służące szacowaniu okresu płodnego na podstawie liczby dni od menstruacji

## Działanie

### Zdrowie

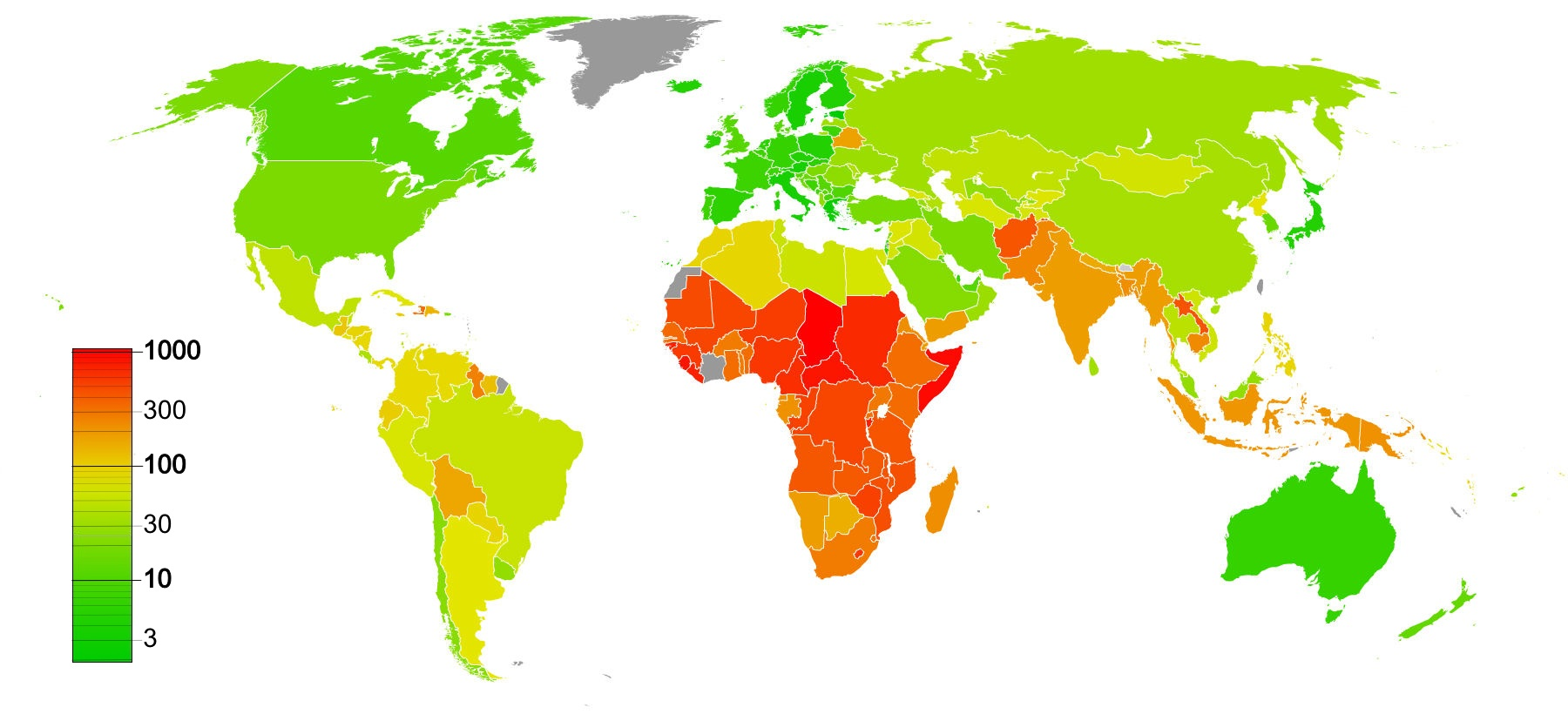
Śmiertelność matek przy porodzie w 2010 r

Antykoncepcja w krajach rozwijających się pozwoliła zmniejszyć liczbę zgonów porodowych o ok. 40% (co oznacza, że w 2008 r. uratowała życie 270 000 osób). Możliwe, że pozwoliłaby uniknąć 70% zgonów, gdyby całkowicie zaspokoić zapotrzebowanie na antykoncepcję. Wspomniane korzyści są skutkiem redukcji liczby nieplanowanych ciąż, które wiążą się często z aborcjami przeprowadzanymi w nieodpowiednich warunkach, oraz zapobieganiu ciąży u osób z grupy wysokiego ryzyka.
Antykoncepcja zwiększa również szansę na przeżycie dziecka w krajach rozwijających się poprzez wydłużenie okresu pomiędzy ciążami. W przypadku wspomnianej populacji wyniki są gorsze, jeżeli matka zachodzi w ciążę w ciągu osiemnastu miesięcy od poprzedniego porodu. Opóźnienie ciąży po poronieniu nie ma jednak wpływu na zagrożenie, w związku z czym zaleca się ponowne próby zajścia w ciążę, gdy kobieta będzie na to gotowa.
Ciąża wśród nastolatków, zwłaszcza wśród młodszych nastolatków, wiąże się z podwyższonym zagrożeniem przedterminowym porodem, niską masą ciała w czasie narodzin oraz zgonem noworodka. W Stanach Zjednoczonych 82% ciąż u osób w wieku od 15 do 19 lat to ciąże nieplanowane. Kompleksowa edukacja seksualna oraz dostęp do środków antykoncepcyjnych są skutecznym sposobem zapobiegania ciąży w powyższej grupie wiekowej.

### Czynniki ekonomiczne i społeczne
7–8 dzieci
     6–7 dzieci
     5–6 dzieci
     4–5 dzieci
     3–4 dzieci
     2–3 dzieci
     1–2 dzieci
     0–1 dzieci

Współczynnik dzietności według Państw w 2012 r.
7–8 dzieci
6–7 dzieci
5–6 dzieci
4–5 dzieci
3–4 dzieci
2–3 dzieci
1–2 dzieci
0–1 dzieci

W krajach rozwijających się antykoncepcja przyczynia się do wzrostu ekonomicznego poprzez zmniejszenie liczby niesamodzielnych dzieci, dzięki czemu więcej kobiet stanowi część siły roboczej. Zarobki, aktywa i BMI kobiet oraz poziom edukacji i BMI ich dzieci zwiększają się wraz z poprawą dostępu do antykoncepcji. Planowanie rodziny poprzez stosowanie nowoczesnych metod antykoncepcji jest jednym z najbardziej oszczędnych rozwiązań w zakresie opieki medycznej. Zgodnie z analizą ONZ każdy wydany dolar oznacza oszczędność od dwóch do sześciu dolarów. Wspomniana oszczędność ma związek z zapobieganiem nieplanowanym ciążom oraz ograniczeniem rozprzestrzeniania się chorób przenoszonych drogą płciową. Choć wszystkie metody są korzystne finansowo, to stosowanie miedzianych wkładek domacicznych daje największe oszczędności.
W 2012 r. całkowity koszt ciąży, porodu oraz opieki nad noworodkiem w USA wynosił przeciętnie 21 000 dolarów w przypadku porodu naturalnego lub 31 000 dolarów w przypadku cesarskiego cięcia. W większości innych państw koszt ten jest przeszło dwukrotnie niższy. Dziecko urodzone w 2011 r. w amerykańskiej rodzinie będzie kosztować ją przeciętnie 235 000 $ w ciągu 17 lat wychowywania dziecka.
Fundusz Ludnościowy Narodów Zjednoczonych (UNFPA) promuje i finansuje promocję antykoncepcji (birth control), gdyż jej stosowanie zmniejsza tempo przyrostu liczby ludności świata, co polepszy dostępność żywności (m.in. wody) oraz stan zasobów naturalnych. Ponadto stosowanie antykoncepcji wspiera autonomię kobiet, polepsza ich zdrowie i pomaga poszczególnym społecznościom m.in. poprzez zapobieganie niechcianym ciążom, które prowadzą w krajach rozwijających się do nielegalnej, czyli niebezpiecznej aborcji.
Za sprawą rozpowszechnienia antykoncepcji zmniejszyła się liczba zgonów ciężarnych o 44%, a gdyby wszystkie kobiety chcące antykoncepcji ją stosowały, to spadek ten wynosiłby 73%. Poprzez wydłużanie czasu pomiędzy kolejnymi ciążami antykoncepcja poprawia zdrowie kobiety i szansę na przeżycie u dzieci. Ciąże nastolatek wiążą się ze zwiększonym ryzykiem wcześniactwa, niskiej masy urodzeniowej i śmiertelnością niemowląt oraz matek, a odczekanie do 18 roku życia na urodzenie dziecka poprawia zdrowie jego i jego matki.

## Popularność
6%
     12%
     18%
     24%
     36%
     48%
     54%
     60%
     66%
     78%
     86%
     brak danych

Odsetek kobiet stosujących współczesne metody antykoncepcji w 2010 r.
6%
12%
18%
24%
36%
48%
54%
60%
66%
78%
86%
brak danych

W 2009 r. na całym świecie ok. 60% małżeństw, które mogłyby mieć dzieci, stosowało antykoncepcję. Częstotliwość stosowania poszczególnych metod różni się znacząco pomiędzy różnymi państwami. Najpopularniejszymi metodami stosowanymi w krajach rozwiniętych są prezerwatywy oraz doustne środki antykoncepcyjne, podczas gdy w Afryce są to doustne środki antykoncepcyjne, a w Ameryce Południowej i w Azji sterylizacja. W krajach rozwijających się 35% antykoncepcji stanowi sterylizacja kobiet, 30% – wkładki domaciczne, 12% – doustne środki antykoncepcyjne, 11% – prezerwatywy a 4% – sterylizacja mężczyzn.
Choć wkładki domaciczne są rzadziej używane w krajach rozwiniętych niż rozwijających się, to liczba kobiet korzystających z nich w 2007 r. wynosiła 180 milionów. Abstynencja seksualna w okresie płodnym jest stosowana przez ok. 3,6% kobiet w wieku reprodukcyjnym, a w Ameryce Południowej nawet przez 20% kobiet. W 2005 r. 12% par stosowało antykoncepcję męską (prezerwatywy lub wazektomię), choć było to znacznie popularniejsze w krajach rozwiniętych. Popularność męskich metod antykoncepcji w latach 1985–2009 spadła. Popularność antykoncepcji wśród kobiet w Afryce Subsaharyjskiej wzrosła z 5% w 1991 r. do około 30% w 2006 r.
W 2012 r. 57% kobiet w wieku reprodukcyjnym chciało uniknąć ciąży (867 z 1520 milionów). Około 222 milionów kobiet nie miało dostępu do antykoncepcji; 53 miliony z nich mieszkało w Afryce Północnej, podczas gdy 97 milionów mieszkało w Azji. Jest to przyczyną 54 milionów nieplanowanych ciąż oraz 80 000 zgonów kobiet w trakcie porodu. Jedną z przyczyn takiej sytuacji jest brak pełnego dostępu do antykoncepcji dla kobiet w wielu państwach ze względów religijnych lub politycznych; do tej sytuacji przyczynia się też ubóstwo. W związku z restrykcyjnym prawem aborcyjnym obowiązującym w Afryce Północnej wiele kobiet zwraca się o pomoc do niewykwalifikowanych osób oferujących aborcje niechcianych ciąż, w rezultacie czego co roku ok. 2–4% z nich przechodzi niebezpieczną aborcję.

## Historia

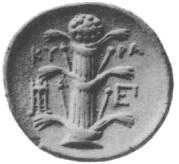
Starożytna moneta z Cyreny przedstawiająca łodygę sylfionu

Pochodzący z Egiptu papirus Ebersa z 1550 r. p.n.e. oraz papirus z Kahun z 1850 r. p.n.e. zawierają najstarsze opisy metod antykoncepcji poprzez umieszczenie w pochwie miodu, liści akacji oraz szarpi w celu zablokowania nasienia. Na starożytnych egipskich rysunkach widać również prezerwatywy. W Księdze Rodzaju wspomniano o metodzie antykoncepcji stosowanej przez Onana, który „ilekroć zbliżał się do żony swego brata, unikał zapłodnienia” – ejakulował na ziemię poprzez zastosowanie metody wycofania lub stosunku przerywanego, ponieważ nie chciał spłodzić dziecka z żoną swojego zmarłego brata Tamar. Uważa się, że w starożytnej Grecji sylfion był używany jako środek antykoncepcyjny, a jego skuteczność oraz fakt, że był rośliną niezwykle pożądaną, doprowadziło do jego wyginięcia. W średniowiecznej Europie działanie mające na celu uniknięcie ciąży było uznawane przez Kościół katolicki za niemoralne. Uważa się, że nawet wówczas kobiety stosowały wiele metod antykoncepcji takich jak stosunek przerywany oraz umieszczanie w pochwie korzenia lilii oraz ruty (a oprócz tego zachodziło także dzieciobójstwo zaraz po urodzeniu). Casanova (1725–1798) opisywał wykorzystanie osłonki ze skóry jagnięcej do zapobiegania ciąży; jednak prezerwatywy nie były powszechnie dostępne aż do XX w. W 1909 r. Richard Richter opracował pierwszą dopochwową metodę antykoncepcji wykorzystującą jelita jedwabnika, co zostało dopracowane i wprowadzone na niemiecki rynek w latach 20. XX w. przez Ernsta Gräfenberga. W 1916 r. Margaret Sanger otworzyła pierwszą klinikę antykoncepcyjną w USA, co doprowadziło do zatrzymania jej przez policję. Pierwsza klinika w Wielkiej Brytanii została założona w 1921 r. przez Marie Stopes. Gregory Pincus oraz John Rock przy wsparciu Amerykańskiej Federacji Planowanego Rodzicielstwa w latach 50. XX w. opracowali pierwszą pigułkę antykoncepcyjną, która została wprowadzona na rynek w latach 60.

## Społeczeństwo i kultura

### Rozwiązania prawne
Umowy w zakresie praw człowieka wymagają od większości rządów zapewnienia obywatelom informacji i usług związanych z planowaniem rodziny i antykoncepcją. Wymogi te obejmują opracowanie krajowego planu w zakresie usług związanych z planowaniem rodziny, uchylenie przepisów, które ograniczają dostęp do metod planowania rodziny, zapewnienie, że dostępne są zróżnicowane metody bezpiecznej i skutecznej antykoncepcji włącznie z antykoncepcją dostępną w nagłych przypadkach, upewnienie się, że obywatele mają dostęp do wykwalifikowanej i niedrogiej służby zdrowia oraz opracowanie procedur w zakresie oceny wprowadzonych rozwiązań. Niespełnienie powyższych warunków może stanowić naruszenie międzynarodowych zobowiązań określonych w poszczególnych traktatach.
Organizacja Narodów Zjednoczonych rozpoczęła ruch „Każda kobieta, każde dziecko” (Every Woman Every Child) pozwalający ocenić postępy w zakresie zaspokojenia kobiecych potrzeb w zakresie antykoncepcji. Celem programu jest zwiększenie liczby kobiet korzystających z nowoczesnych metod antykoncepcji o 120 milionów z 69 najuboższych państw świata do 2020 r. Co więcej, celem programu jest również walka z dyskryminacją dziewczynek oraz młodych kobiet, które chcą stosować antykoncepcję.

### Poglądy religijne
Religie w różny sposób oceniają etyczność antykoncepcji.
Kościół katolicki nie akceptuje antykoncepcji. Akceptowane są wyłącznie metody naturalnego planowania rodziny i nie mogą być one stosowane z przesłanek egoistycznych, choć większość katolików w krajach rozwiniętych akceptuje i stosuje nowoczesne metody antykoncepcji. Jan Paweł II pisał, że antykoncepcja sztuczna jest sprzeczna z pełną prawdą aktu płciowego jako właściwego wyrazu miłości małżeńskiej (choć np. jeden z jego poprzedników Jan Paweł I, opowiadał się za przekonaniem jakoby stosowanie antykoncepcji hormonalnej było akceptowalne moralnie i sam przed objęciem pontyfikatu, kiedy jeszcze był biskupem pisał listy do władz stolicy apostolskiej, aby ta zmieniła przepisy prawa kanonicznego odnośnie  stosowania antykoncepcji). Stosowanie metod niepozwalających zagnieździć się zarodkowi w macicy wchodzi w zakres grzechu aborcji. Należy zwrócić uwagę, że Kodeks prawa kanonicznego oraz Kodeks kanonów Kościołów wschodnich w przypadku spowodowania śmierci embrionu przewidują karę ekskomuniki, ale wypadku antykoncepcji nie sposób określić, czy kobieta faktycznie była w ciąży, więc ekskomunika nie obowiązuje (wymagana jest pewność).
Wśród protestantów występują różne postawy od nie wspierania żadnej metody do dopuszczania wszystkich metod antykoncepcji. Kościół Ewangelicko-Augsburski w Polsce samą dyskusję o „dozwolonych” lub „niedozwolonych” środkach i metodach antykoncepcji uważa za bezprzedmiotową, ponieważ nie ma ona uzasadnienia w Piśmie Świętym. Kościół nie sprzeciwia się więc stosowaniu dowolnych metod zapobiegania ciąży we współżyciu małżeńskim, przeciwnie – postrzega to jako świadome macierzyństwo, a niekiedy jako element ochrony zdrowia kobiety. Sprzeciwia się jedynie środkom wczesnoporonnym, ponieważ uznaje to za formę aborcji.
Świadkowie Jehowy uznają, że Biblia nie nakazuje chrześcijanom wydawania na świat dzieci – nakaz ten dotyczył jedynie pierwszej pary ludzkiej oraz rodziny Noego, dlatego wydawanie na świat dzieci jest osobistą sprawą małżonków. Za niedopuszczalne uważają stosowanie metod kontroli narodzin mających na celu zniszczenie zarodka już powstałego (aborcja, środki wczesnoporonne). Wszystkie inne metody antykoncepcyjne – pod warunkiem że nie prowadzą do poronienia – są według nich dopuszczalne.
Poglądy wyznawców judaizmu wahają się od surowszych ortodoksyjnych do bardziej otwartych zreformowanych odłamów.
Stosunek hinduizmu do antykoncepcji jest złożony ze względu na niejednolitość tej religii, a także ewolucyjny charakter wielu jej przekonań. Hinduizm jest w kwestiach moralnych elastyczny, unika absolutyzowania wskazówek moralnych, starając się ważyć konfliktowe wartości i brać pod uwagę całokształt sytuacji (w tym dobrobyt matki, czynniki społeczno-ekonomiczne, powstanie ciąży w wyniku gwałtu). Współcześnie, za ważny czynnik o znaczeniu religijnym uznaje się dążenie do posiadania raczej małej rodziny i ograniczanie dzietności, co jest warunkiem stabilności społeczeństwa indyjskiego. Antykoncepcja, zarówno naturalna, jak i sztuczna, jest więc dopuszczalna. Tradycyjna medycyna hinduska rozwijana w ramach różnych szkół religijnych, wypracowała wiele metod antykoncepcji i antykoncepcji postkoitalnej.
Popularnym poglądem buddystów jest akceptacja zapobiegania ciąży; interweniowanie po zapłodnieniu nie jest jednak już dozwolone.
W islamie środki antykoncepcyjne są akceptowalne, jeżeli nie zagrażają zdrowiu, chociaż są one odradzane przez niektórych. Koran nie wspomina o moralności w odniesieniu do antykoncepcji, ale zawiera stwierdzenia zachęcające do posiadania dzieci. Prorok Mahomet, jak się uważa, także ożenił się i miał dzieci.

### Światowy Dzień Antykoncepcji
26 września jest Światowym Dniem Antykoncepcji, w ramach którego prowadzone są działania mające na celu uświadamianie ludzi w zakresie antykoncepcji oraz poprawę edukacji seksualnej i zdrowia seksualnego, a działaniom przyświeca wizja „świata, w którym każda ciąża jest ciążą chcianą”. Święto wspierane jest przez rządy oraz międzynarodowe organizacje pozarządowe, włącznie z Azjatycką Radą ds. Antykoncepcji, Centro Latinamericano Salud y Mujer, Europejskim Towarzystwem Antykoncepcji i Zdrowia Reprodukcyjnego, Niemiecką Fundację na rzecz Populacji świata, Międzynarodową Federacją Ginekologii Pediatrycznej oraz Młodzieżowej, Międzynarodową Federację Planowanego Rodzicielstwa, Międzynarodową Fundację Marie Stopes, Międzynarodową Organizację na rzecz Populacji, Radę ds. Populacji, Amerykańską Agencję na rzecz Międzynarodowego Rozwoju (USAID) oraz organizacją Women Deliver.

### Mity
Z życiem seksualnym oraz ciążą związanych jest wiele popularnych „mitów”. Irygacja po stosunku seksualnym nie jest skuteczną metodą antykoncepcji. Co więcej, irygacja wiąże się z wieloma problemami zdrowotnymi. Kobieta może zajść w ciążę już przy pierwszym stosunku seksualnym w dowolnej pozycji seksualnej. Możliwe jest również zajście w ciążę w czasie menstruacji, choć jest to mało prawdopodobne.

## Badania

### Kobiety
Konieczne jest udoskonalenie istniejących już metod antykoncepcji, ponieważ do blisko połowy niechcianych ciąż dochodzi pomimo stosowania antykoncepcji. Badane są możliwe modyfikacje istniejących już metod antykoncepcji, włączając w to udoskonalenie kobiecej prezerwatywy, diafragmy, opracowanie plastra zawierającego wyłącznie progestagen oraz pierścienia dopochwowego zawierającego długo działający progesteron. Pierścień dopochwowy wydaje się być najskuteczniejszą metodą na okres trzech lub czterech miesięcy i obecnie jest dostępny w niektórych rejonach świata.
Badanych jest wiele metod przeprowadzenia sterylizacji w szyjce macicy. Jedna z nich polega na umieszczeniu mepakryny w macicy, co wiąże się z bliznowaceniem i niepłodnością. Choć zabieg jest niedrogi i nie wymaga umiejętności chirurgicznych, może mieć niebezpieczne długoterminowe skutki uboczne. Badana jest również inna, podobnie działająca substancja – polidokanol. Urządzenie o nazwie Essure, które rozszerza się i blokuje w ten sposób jajowody, zostało zaakceptowane w USA w 2002 r.

### Mężczyźni
Metody męskiej antykoncepcji obejmują prezerwatywy, wazekotomię oraz stosunek przerywany. Od 25 do 75% aktywnych seksualnie mężczyzn korzystałoby z hormonalnej metody antykoncepcji, gdyby istniała taka możliwość. Testowanych jest wiele hormonalnych i niehormonalnych metod, w międzyczasie prowadzone są badania w zakresie szczepień antykoncepcyjnych.
Badana jest w pełni odwracalna metoda zabiegowa znana jako RISUG polegająca na wstrzyknięciu żelu polimerowego, SMA w dimetylosulfotlenku, do nasieniowodów. Zastrzyk z wodorowęglanem sodu pozwala wypłukać substancję i przywrócić płodność. Inną metodą jest urządzenie nasieniowodowe, które pozwala umieścić poliuretanową zatyczkę w nasieniowodach, co prowadzi do ich zablokowania. Inną obiecującą metodą wydaje się połączenie androgenu i progestagenu oraz selektywna modulacja receptorów androgenowych. Zastosowanie ultradźwięków oraz metody związane z podgrzewaniem jąder przeszły już wstępne badania.

## Zwierzęta
Sterylizacja lub usunięcie jajników, polegające na usunięciu narządów reprodukcyjnych, jest metodą antykoncepcji stosowaną u zwierząt domowych. Wiele schronisk dla zwierząt wymaga takich zabiegów w ramach umowy adopcyjnej. U dużych zwierząt zabieg nazywany jest kastracją. Antykoncepcja jest również rozważana jako alternatywna dla polowania metoda kontroli nadmiernej populacji dzikich zwierząt. Szczepienia antykoncepcyjne okazały się skuteczną metodą kontrolowania liczebności w różnych populacjach zwierząt.